# Enzenkirchen
Enzenkirchen je obec v Rakousku v spolkové zemi Horní Rakousko v okrese Schärding. Žije zde 1798 obyvatel (1. ledna 2011).

## Poloha
Město leží ve výšce 373 m n. m.